# Filippo Sassetti
Filippo Sassetti (* 1540 in Florenz; † 1588 in Goa, Indien) war ein florentinischer Kaufmann, Sprachforscher und Reisender. 

## Leben
Sassetti besuchte verschiedene  Akademien von Florenz, er verfasste einen Diskurs über Dante und fertigte eine Übersetzung der Poetik des Aristoteles an. Er studierte in Florenz und Pisa und trat in die Accademia degli Alterati ein.
Auf seinen Handelsreisen kam Sassetti über Konstantinopel und Teheran bis nach Indien. Um seine Position als Händler auszubauen, begann er sich schon bald für Sanskrit zu interessieren. Sassetti gehört damit zu den ersten Europäern, die sich mit dieser Sprache und Schrift beschäftigten. Er entdeckte um das Jahr 1585 Wortähnlichkeiten zwischen den indoarischen Sprachen und dem Italienischen.
Mit 48 Jahren starb Sassetti in Goa und fand dort auch seine letzte Ruhestätte.

## Schriften
- Ettore Marcucci (Hrsg.): Lettere edite e inedite di Filippo Sassetti. Raccolte e annotate. Le Monnier, Florenz 1855.